# Vargvägstekel
Vargvägstekel (Anoplius viaticus) är en stekelart som först beskrevs av Carl von Linné 1758.  Vargvägstekel ingår i släktet Anoplius och familjen vägsteklar. Arten är reproducerande i Sverige.

## Utseende
Honor är med en längd av 8 till 14 mm lite större än hanar som blir 6 till 11 mm långa. På bakkroppen har de främre tre segmenten främst en orangeröd färg. Vid bakkanten av dessa tre segment har honor ett svart band. Banden på andra och tredje segmentet kännetecknas av en trekantig utskjutande del framåt. Hanar har inga mönster på de orangeröda segmenten. Alla exemplar har en intensiv och mörk kroppsbehåring. Vid ögonen och ibland på andra kroppsdelar är hanarnas hår silverfärgade. Även ett vitt streck kan förekomma vid varje öga.

## Utbredning
Vargvägstekel lever i Eurasiens tempererade och kyliga regioner fram till Japan.
Arten är vanligast i landskap med sandig mark och öppen växtlighet. Den hittas till exempel ofta vid sandtag eller vid grusvägar. Det återspeglas i artepitet viaticus i det vetenskapliga namnet som är latin för "kopplad till vägen".

## Ekologi
Hos vargvägstekel är det endast vuxna honor som övervintrar genom att gräva sig in i jorden. De behöver gräva till ett djup som inte nås av frosten. Honorna kommer vanligen fram under mars och de jagar sedan en spindel. Efter jakten byggs boet och vid dessa tillfällen kan en annan hona stjäla spindeln. Ibland ockuperar en hona ett bo som skapades av en annan hona. På några sandiga platser med gynnsamma förhållanden kan honor uppträda massvis. I Norden är vargspindlar det vanligaste bytet men det beror troligen på att de är talrika och lätt åtkomlig för stekeln.
Vid den nedgrävda spindeln lägger honan ägget. Ungar av hankön kläcks först och kort efter att honorna kläcks sker parningen. Under den korta tiden livnär sig den unga stekeln av spindeln. Honor lägger tidigast ägg efter första vintern och hanarna dör en tid efter parningen.